# ロベルト・キアッパ
ロベルト・キアッパ（Roberto Chiappa、1973年9月11日・テルニ - ）はイタリアの自転車競技選手（トラックレース）。

## 経歴
1991年、ジュニア世界自転車選手権のスプリントを優勝。翌1992年のバルセロナオリンピックではスプリントで4位入賞を果たす。1993年の世界自転車選手権・タンデムスプリントにおいて、フェデリコ・パリスとコンビを組んで優勝。翌1994年の世界選、同種目でもパリスと組んで3位に入る。1996年のアトランタオリンピックではスプリント9位、翌1997年の世界軍隊選手権・スプリントで優勝。2000年のシドニーオリンピック・スプリントでは7位入賞を果たした。

### 一旦現役引退
2000年10月、マンチェスターで開催された世界自転車選手権・スプリント準決勝において、フランスのローラン・ガネと対戦した。
1本目、キアッパはガネを退けて先取したが、反則スレスレのラフプレーだったことからガネが激怒し、1本目終了後にキアッパを挑発したが、この行為が後述する事件を誘発することになる。その後ガネは2、3本目を連取してキアッパを破る。ところがガネの勝利が決定した3本目終了後にとんでもない事態が起こった。
敗れたキアッパはガネに握手を求めたが、1本目のキアッパの走りに対するしこりを残していたガネがこれを拒否。すると、この態度に激怒したキアッパはガネを転倒させてしまった。このプレーに対し、国際自転車競技連合（UCI）は、キアッパの行為は許しがたいとして、ドイツのイエンス・フィードラーが体調不良により3位決定戦を棄権したにもかかわらず、キアッパの3位も認めず、結局この年のスプリント3位は該当選手なしという結論を下した。そしてこのレースを最後にキアッパは現役を退く形となった。

### 約4年ぶりに復帰
2004年6月、オッタビオ・ボテッキア自転車競技場で開催された、トラックレースのイタリア国内選手権においてキアッパは現役復帰。すると、同大会のケイリンとスプリントを制覇。翌2005年の同大会も両種目制覇を果たした。
2006年、キアッパは約6年ぶりに世界自転車選手権（ボルドー）に出場。最終結果はケイリン、スプリントと共に7位に終わったが、スプリントの本選1回戦において、同種目の優勝候補の一角と見られたフランスのグレゴリー・ボジェに完勝するという番狂わせを演じ、地元フランスの自転車関係者を大いに落胆させた。
本国、イタリアの国内選手権では、2006年、2007年の両年とも、ケイリン、スプリント、チームスプリントにおいて優勝を果たしており、無敵の状態。また、2007年はトラックワールドカップ、第2戦（ロサンゼルス）のスプリントで2位、同年世界選手権のスプリントでは7位に入っている。北京オリンピックではスプリント10位、ケイリンでは25位であった。

## その他
- 200メートルフライングタイムトライアル（200mFTT）ではイタリア記録（10秒18）を保持している。
- 一旦現役を退く前までは、日本でもお馴染みの選手であった。国際競輪には1997年から4年連続で参加（通算56戦17勝、優勝3回）した他、2000年に東京ドームで開催された、シドニーオリンピック・日本代表応援イベントである、「サイクルスポーツフェスティバル」にも招待選手として出場した。